# Język adûnaicki
Język adûnaicki (adûnaic, język zachodu), także númenorejski – język opracowany przez J.R.R. Tolkiena na potrzeby stworzonej przez niego mitologii Śródziemia.
Adûnaicki był językiem mieszkańców Númenoru i pochodził od języka, którymi posługiwały się rody Hadora i Bëora w Pierwszej Erze. Choć większość ludzi z rodu Bëora zginęła w Dagor Bragollach, bëoriański akcent przetrwał w niektórych częściach Númenoru.
Westron, używany podczas Trzeciej Ery jako wspólna mowa, w dużym stopniu wywodził się od adûnaickiego. Czarni Númenorejczycy z Umbaru i innych númenorejskich kolonii mówili pokrewnym językiem zwanym czarnym adûnaickim, bardziej zbliżonym do dawnego języka ze względu na mniejszą liczbę elfich wpływów.

## Przykłady nazw w języku adûnaickim
- adûn. Akallabêth (dosł. upadły kraj; upadek kraju) – nazwa relacji mówiącej o zagładzie Númenoru. W quenyi nazwa tej samej relacji brzmi Atalantë. Nazwa elficka kojarzy się z nazwą zatopionej wyspy Atlantydy.
- adûn. Adûnakhôr (dosł. władca zachodu) – imię dziewiętnastego lub dwudziestego z kolei władcy wyspy, a pierwszego z tych, którzy porzucili tradycję używania imion quenejskich. Jego imię quenejskie, zapisane w Kronice Królów, brzmiało Herunúmen (por. qya. heru pan, władca, qya. númen zachód).
- adûn. Anadûn (dosł. kraj zachodu) – nazwa quenejska brzmiała Númenórë, wcześniej Númendórë (por. qya. númen zachód, qya. n(d)órë kraj, lud = sind. dor kraj).
- adûn. Rothinzil (dosł. kwiat piany / foam flower) – nazwa statku Eärendila, przodka Dúnedainów. Statek ten w quenyi nosił nazwę Vingilótë (dosł. kwiat piany morskiej).
- adûn. Zimraphel (dosł. klejnot-gwiazda) – ostatnia królowa Númenoru, nosząca quenejskie miano Míriel (zob. qya. mirë klejnot, qya. el gwiazda).

## Porównanie wybranych wyrazów adunaickich i elfickich
Zestawienie słownictwa adûnaickiego z językami elfickimi (quenya, sindarin) pokazuje, że Númenorejczycy posługiwali się językiem, który był blisko spokrewniony z mową elfów:
| znaczenie wyrazów        | adûnaicki | quenya  | sindarin | forma poświadczenia w języku adûnaickim                                                                             |
| ------------------------ | --------- | ------- | -------- | --- |
| zachód, zachodni         | adûn      | andúnë  | annun    | adûn. Adûnakhôr (dosł. władca zachodu), adûn. Anadûn (dosł. kraj zachodu).                                          |
| upadek, upadły           | akalla    | atal    |          | adûn. Akallabêth (dosł. upadły kraj; upadek kraju)                                                                  |
| kraj                     | an        | antë    | an, and  | adûn. Anadûn (dosł. kraj zachodu)                                                                                   |
| szlachetny, wysoki; król | ar-       | tar-    | ar-      | adûn. Ar-Adûnakhôr = qya. Tar-Herunúmen, adûn. Ar-Pharazôn = qya. Tar-Calion, adûn. Ar-Zimraphel = qya. Tar-Miriel, |
| kraj, lud                | bêth      | waith   | gwaith   | adûn. Akallabêth (dosł. upadły kraj; upadek kraju)                                                                  |
| opowieść, relacja        | bêth      | quetta  | beth     | adûn. Akallabêth w sensie relacja o upadku                                                                          |
| kamień                   | gona      | ondo    | gond     | adûn. Argonath (dosł. kamienie królów / stones of the kings)                                                        |
| piana (morska)           | inzil     | vingil  |          | adûn. Rothinzil (dosł. kwiat piany)                                                                                 |
| pan, władca              | khôr      | heru    | hir      | adûn. Adûnakhôr (dosł. władca zachodu)                                                                              |
| kraj                     | nor       | n(d)órë | dor      | adûn. Arnor (dosł. królewski kraj), nazwa północnego królestwa założonego przez Númenorejczyków w Śródziemiu        |
| gwiazda                  | phel      | el      | gil      | adûn. Zimraphel (dosł. klejnot-gwiazda)                                                                             |
| kwiat                    | roth      | lótë    | loth     | adûn. Rothinzil (dosł. kwiat piany)                                                                                 |
| klejnot                  | zimra     | mirë    | (g)mir   | adûn. Zimraphel (dosł. klejnot-gwiazda)                                                                             |